# Karl Heinrich Jördens
Karl Heinrich Jördens (* 24. April 1757 in Fienstedt im Mansfeldischen; † 6. Dezember 1835 in Lauban) war ein deutscher Literaturhistoriker.
Jördens studierte in Halle (Saale) Theologie und Philologie und wurde 1778 Lehrer in Berlin, wo er mehrere griechische und römische Klassiker edierte. In Berlin heiratete er 1786 Caroline Eleonore Stiller; aus der Ehe gingen 17 Kinder hervor. 1792 wurde er Inspektor zu Bunzlau und 1796 Rektor des Lyceums in Lauban. 1825 wurde Jördens in Ruhestand versetzt. Sein „Lexikon deutscher Dichter und Prosaisten“ (Leipz. 1806–11, 6 Bde.) wird besonders in Bezug auf die bibliographischen Notizen geschätzt.

## Werke
- Lexikon deutscher Dichter und Prosaisten. 6 Bde. Leipzig 1805–1811. Digitalisate
- Denkwürdigkeiten, Charakterzüge und Anekdoten aus dem Leben der vorzüglichsten deutschen Dichter. 2 Bde. Leipzig 1812.